# Болькув
Болькув (пол. Bolków, нем. Bolkenhain) — город в Польше, входит в Нижнесилезское воеводство, Яворский повят. Имеет статус городско-сельской гмины. Занимает площадь 7,68 км². Население — 5566 человек (на 2006 год).

## История
Ранее Болькув относился к Прусской Силезии, в прежнем Глоговском княжестве, на Шальной Ниссе. С 1818 года получил статус уездного города. Больковицкий уезд на начало XX века занимал пространство в 6,5 квадратных миль, где проживало около 32400 жителей, преимущественно протестантского вероисповедания. Здесь была построена приходская римско-католическая церковь, основанная Болеславом II Лысым в 1265 году.

## Галерея

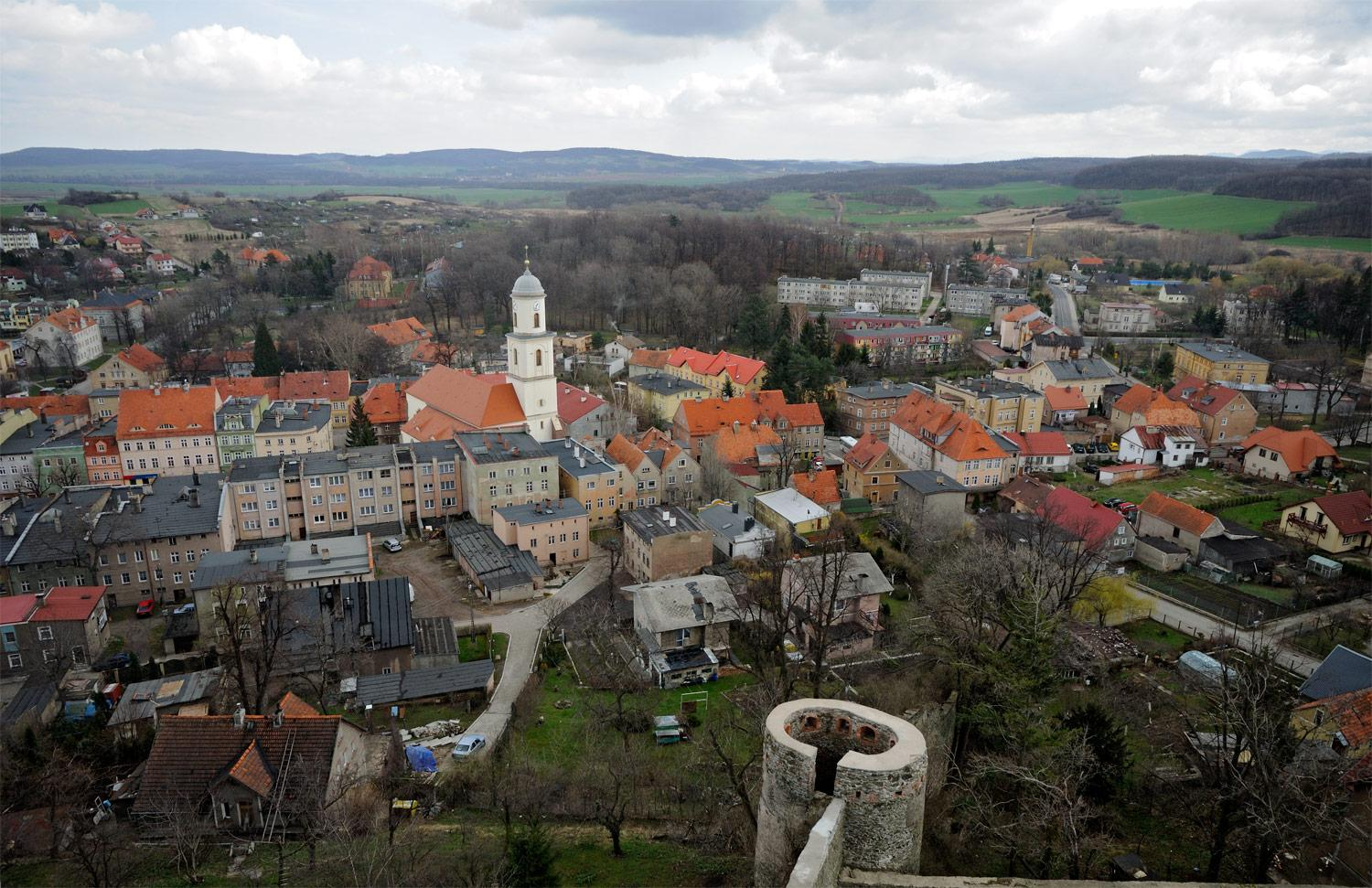
Вид на старый город
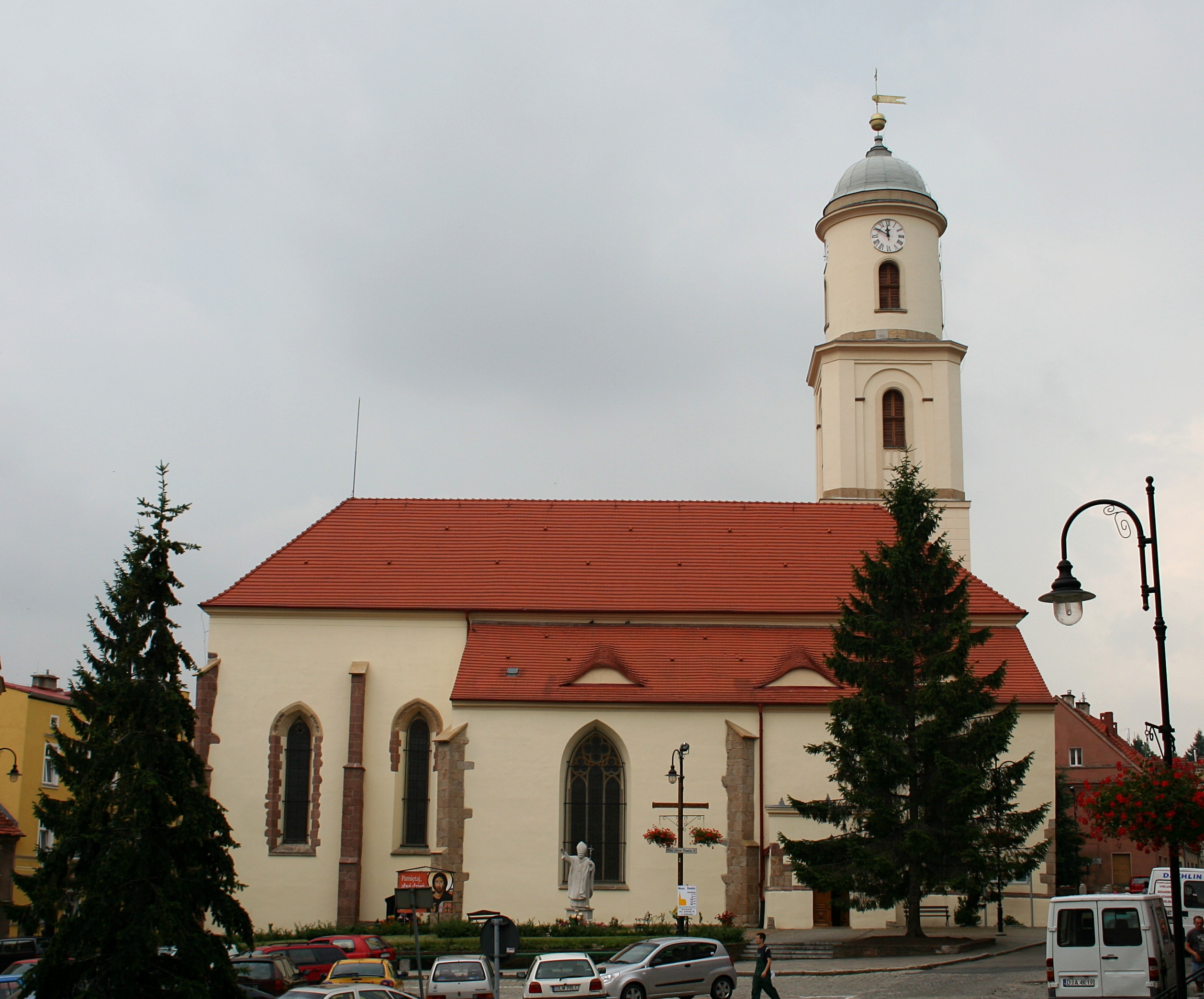
Церковь
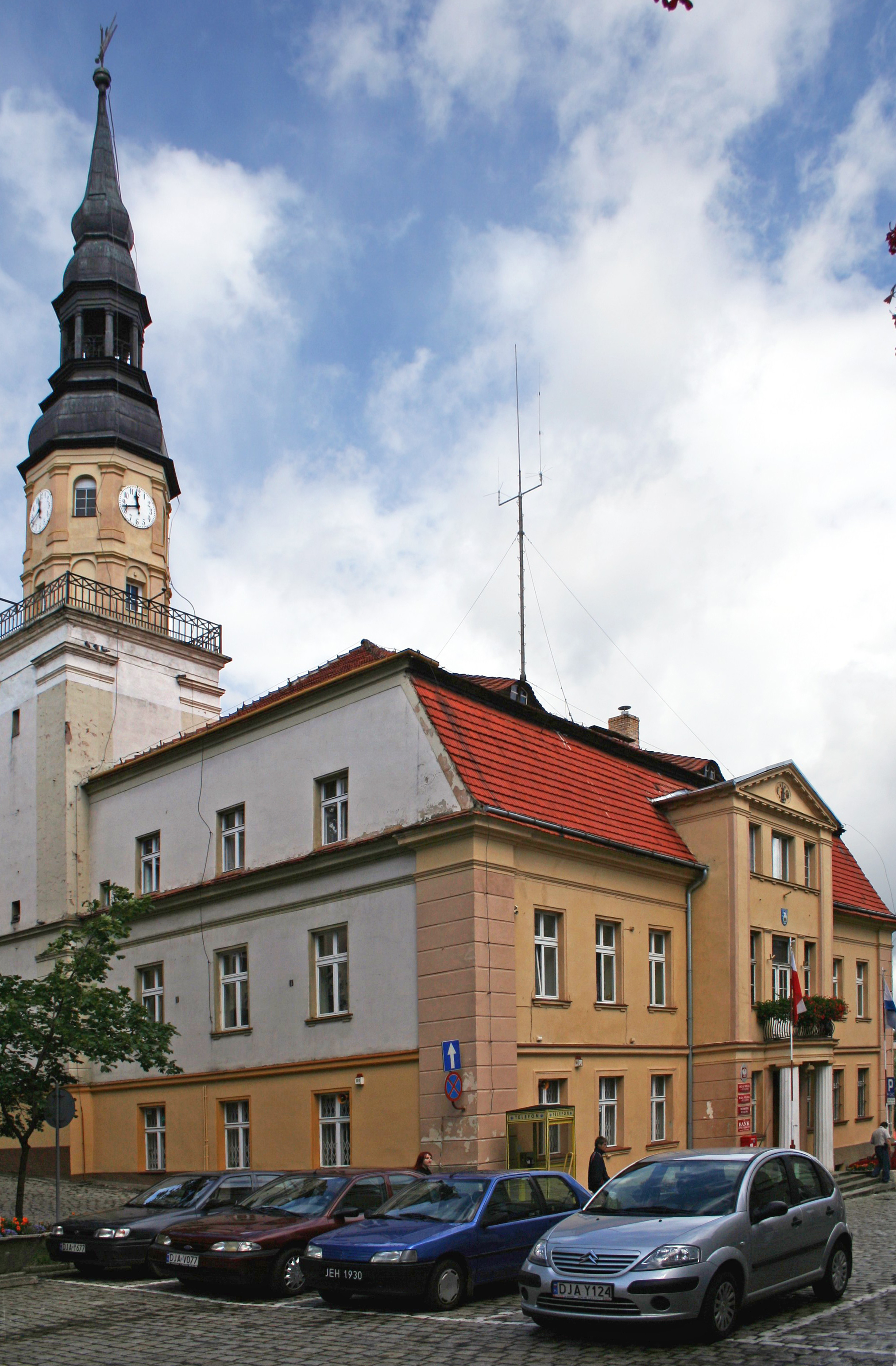
Ратуша
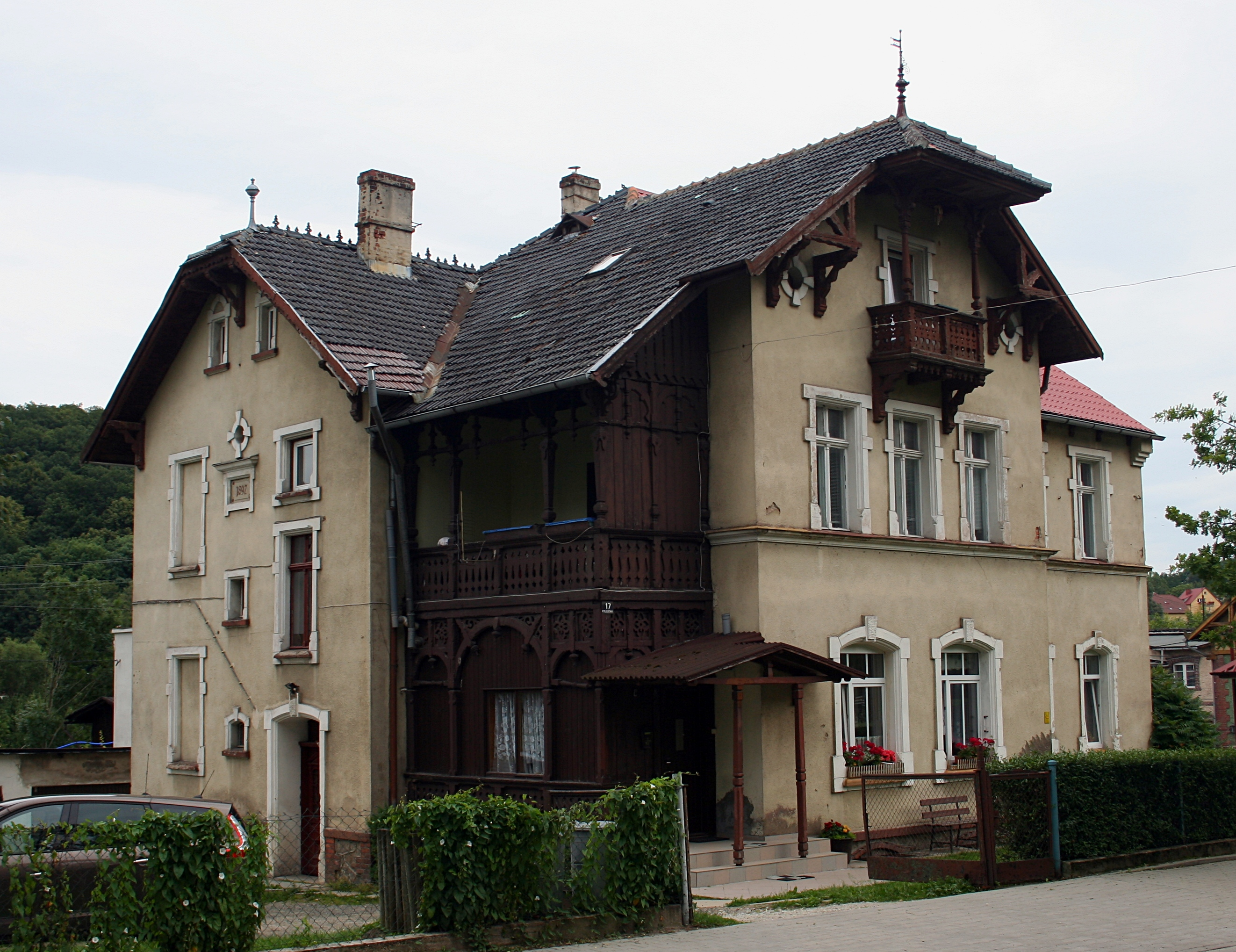
Старинный дом
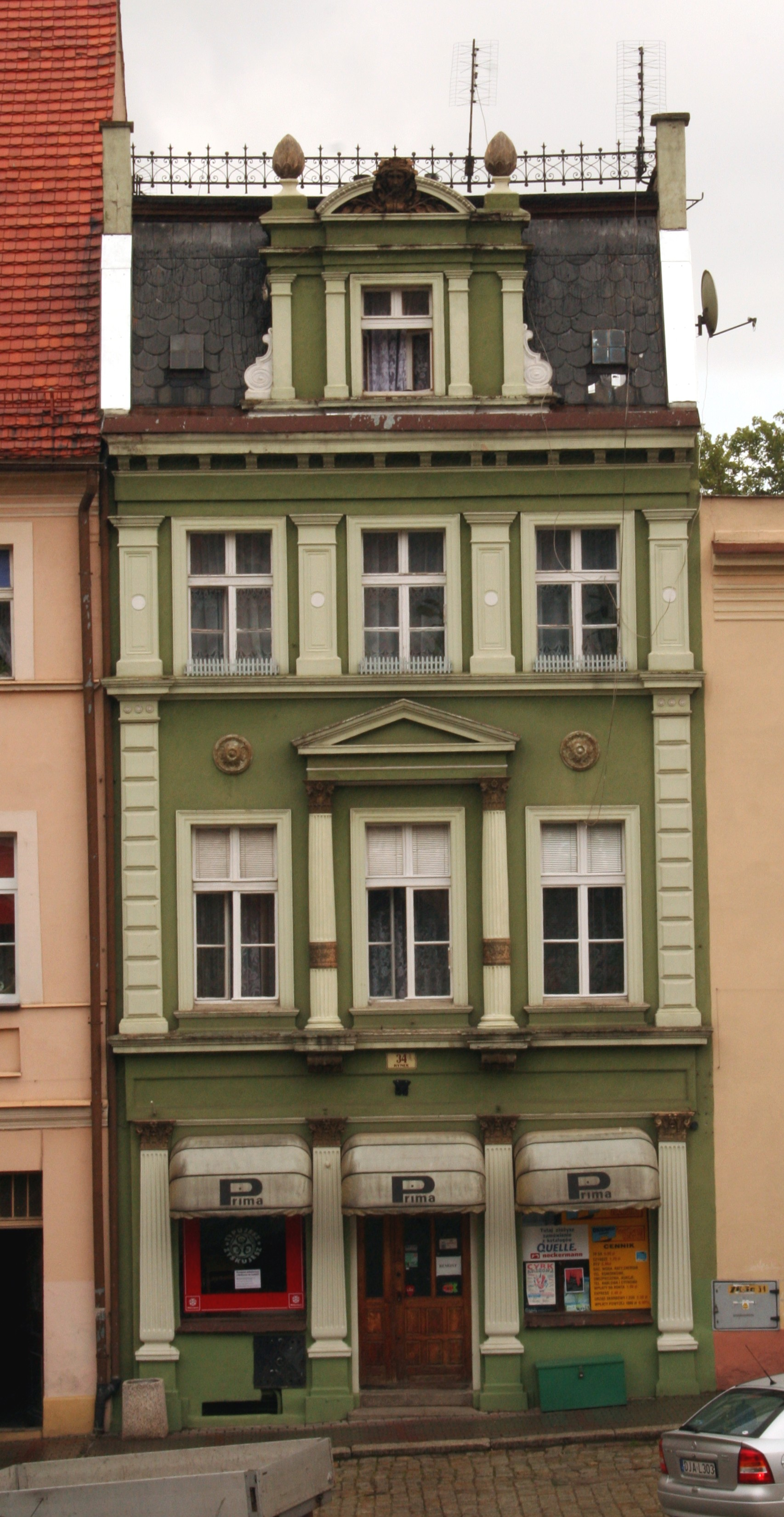
Старинный дом
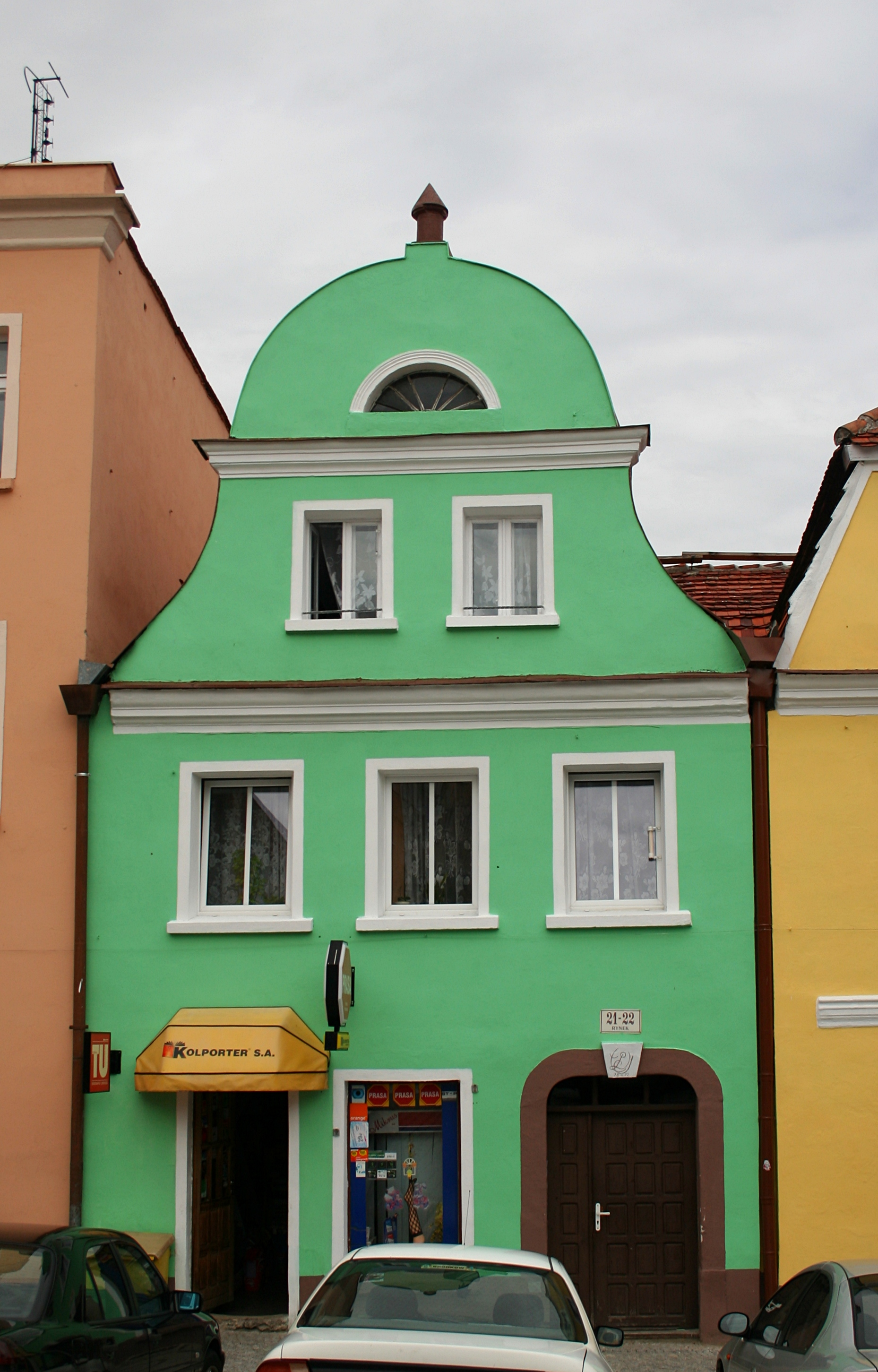
Старинный дом
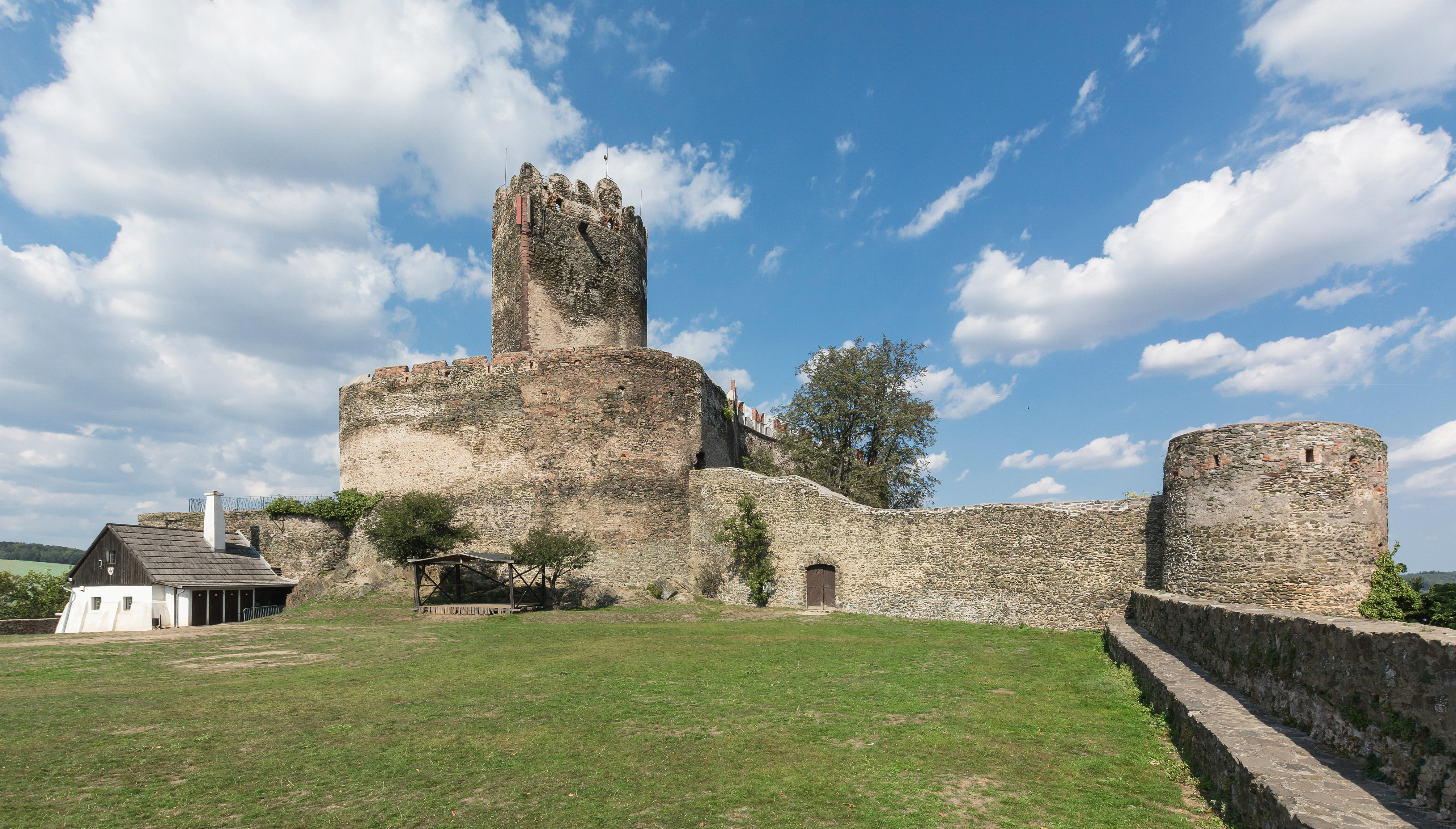
Замок
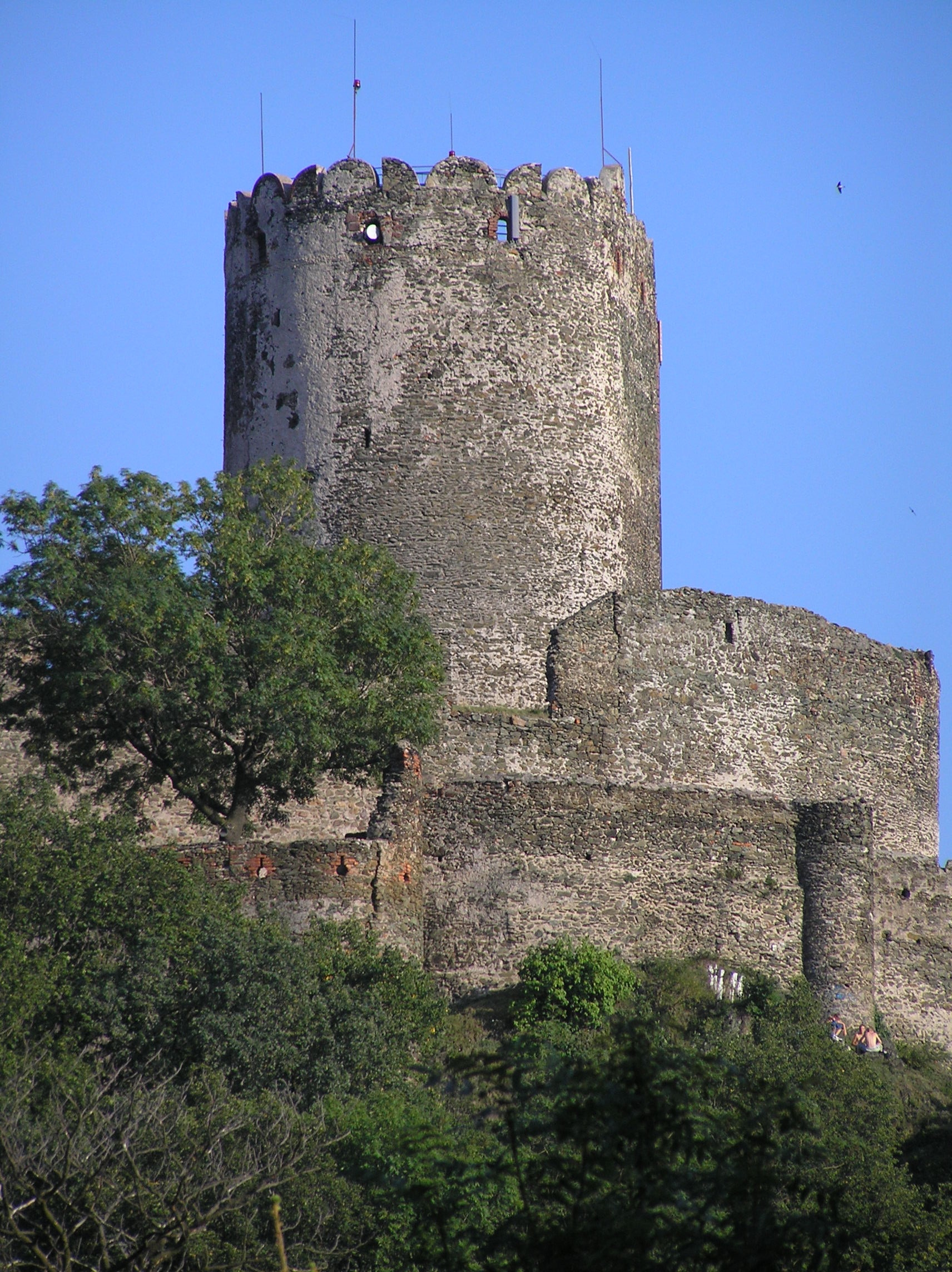
Замковая башня
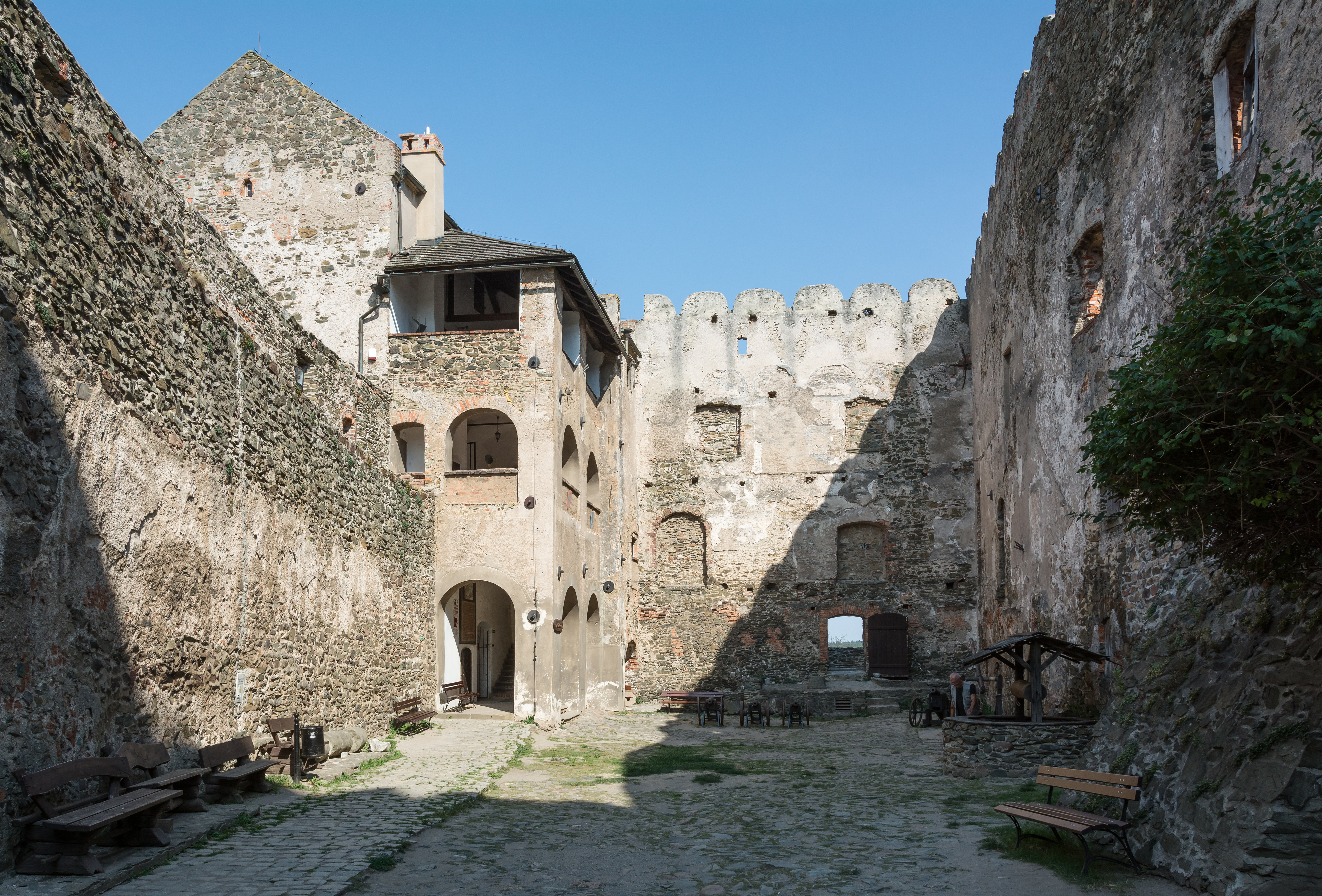
Внутренний двор замка
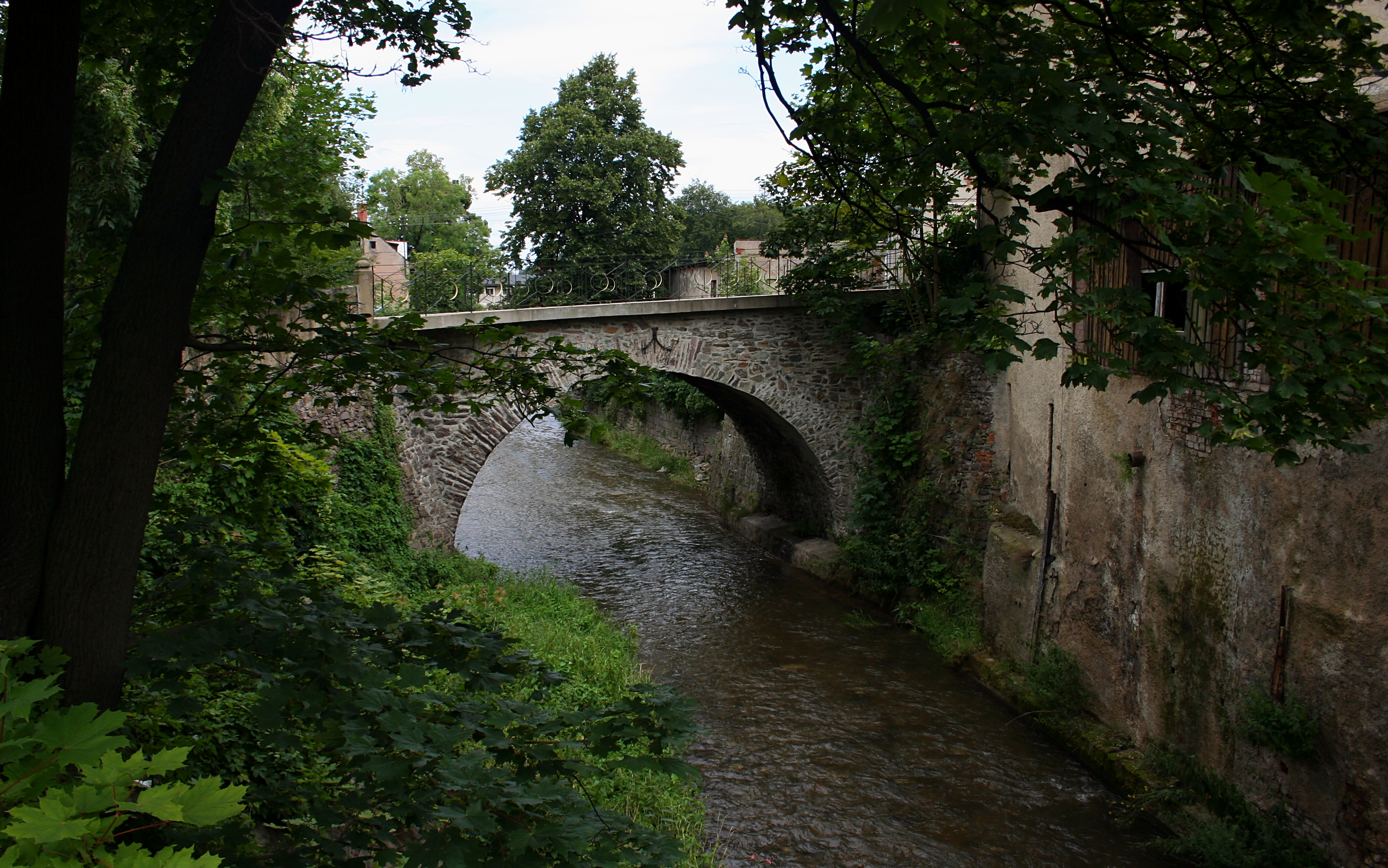
Старый мост
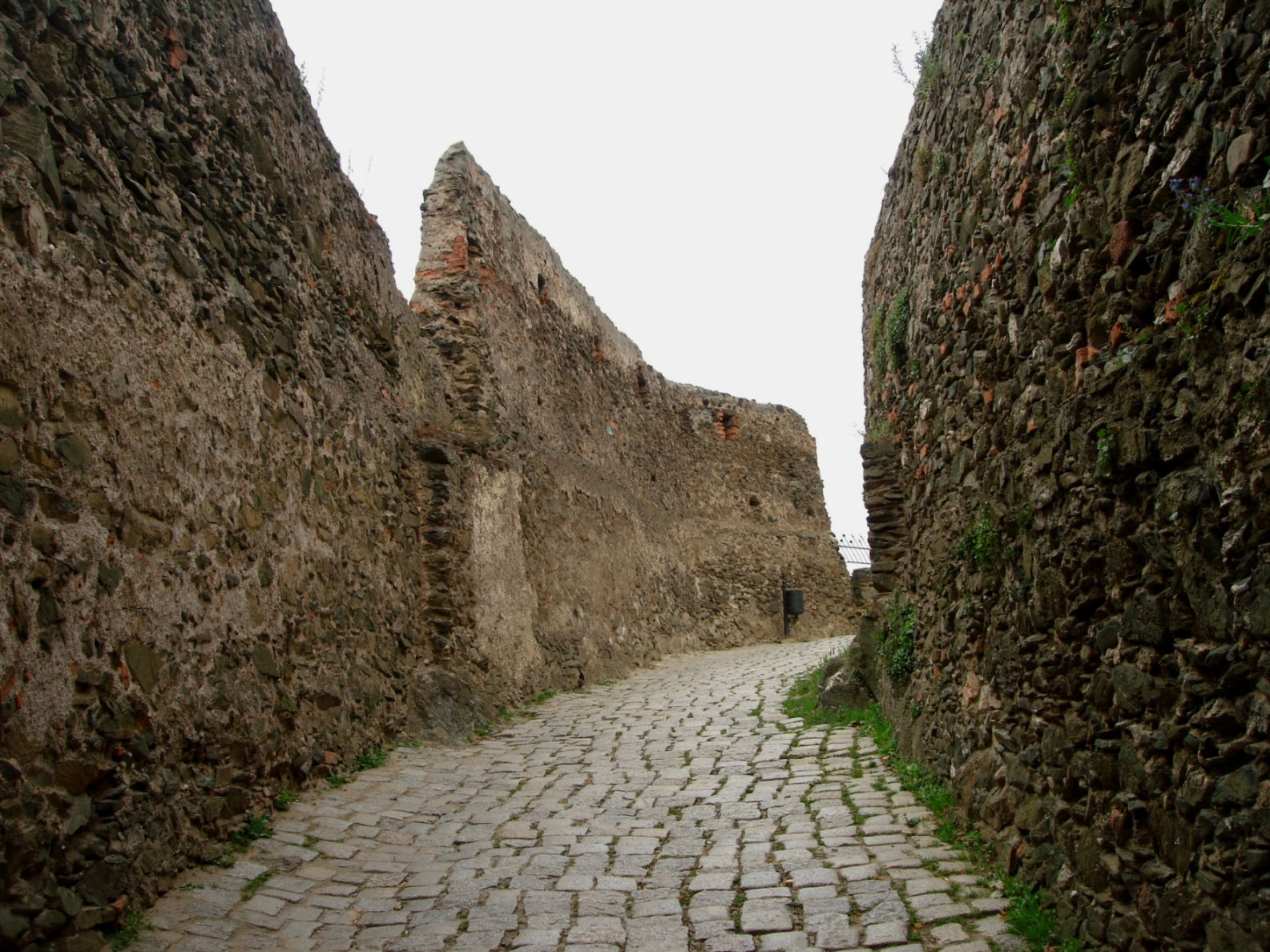
Дорога в замок